# Ur (Einheit)
Der Ur war ein Flüssigkeitsmaß im Großfürstentum Siebenbürgen und glich auch dem Ur als Getreidemaß. Das Maß entsprach dem Eimer.
- 1 Ur = 570 2⁄3 Pariser Kubikzoll[1] = 11,56 Liter (11,5696[2])

Die Maßkette ging vom Kübel aus und war
- 1 Kübel = 4 Viertel = 8 Ur = 92,557 Liter[3]
- 1 Ur = 8 Maaß = 16 Halbe = 32 Seidel

Das Siebenbürger Maaß war dem Wiener Maaß fast gleich in der Praxis (1,445 zu 1,415015 Liter).